# سبحان کونانی
سبحان کونانی (زادهٔ ۵ دی ۱۳۷۹ در کرمانشاه)، ووشوکار و تالوکار ایرانی است.
سبحان کونانی هم‌اکنون عضو تیم ملی است و در مسابقات جهانی حضور دارد.
وی مدال طلای مسابقات بین‌المللی آلمان در فرم چانگ چوان را از آن خود کرده‌است.
سبحان کونانی همچنین در مسابقات ووشو قهرمانی کشور در فرم چانگ چوان (نوجوانان) صاحب مدال طلا شده‌است.

## نتایج
- مدال طلا مسابقات بین‌المللی آلمان ۲۰۱۷
- مدال طلا مسابقات ووشو قهرمانی کشور در فرم چانگ چوان (نوجوانان) ۱۳۹۱